# Ружаньский, Лукаш
Лукаш Ружаньский (пол. Lukasz Różański; род. 23 января 1986, Жешув, Польша) — польский боксёр-профессионал, выступающий в бриджервейте (до 101,6 кг) и в тяжёлой весовых категориях. Среди профессионалов бывший чемпион мира по версии WBC (2023—2024), бывший чемпион по версии WBC International (2021—2023) в бриджервейте (до 101,6 кг). И бывший чемпион Польши (2019—2022) в тяжёлом весе.
Лучшая позиция по рейтингу BoxRec — 43-я (сентябрь 2019) и является 3-м среди польских боксёров тяжёлой весовой категории, а по рейтингам основных международных боксёрских организаций занял 2-ю строчку рейтинга WBC, — входя в ТОП-45 лучших тяжеловесов всего мира.

## Биография
Родился 23 января 1986 года в городе Жешув (Польша).

## Профессиональная карьера
Профессиональную боксёрскую карьеру Лукаш начал 17 октября 2015 года, победив нокаутом в 1-м же раунде соотечественника Матеуша Зелинского.

#### Бой с Альбертом Сосновским
9 сентября 2017 года победил нокаутом в 1-м раунде опытного и известного соотечественника Альберта Сосновского, после чего Сосновский закончил карьеру.

#### Бой с Майклом Спроттом
2 июня 2018 года победил техническим нокаутом во 2-м раунде опытного и известного британца Майкла Спротта, после чего Спротт закончил карьеру.

#### Бой с Изуагбе Угонохом
6 июля 2019 года победил нокаутом в 4-м раунде опытного соотечественника Изуагбе Угоноха и завоевал вакантный титул чемпиона Польши в тяжёлом весе.

#### Бой с Артуром Шпилька
30 мая 2021 года в Жешуве (Польша) досрочно победил нокаутом в 1-м же раунде опытного соотечественника Артура Шпильку и завоевал вакантный титул чемпиона по версии WBC International в новом весе бриджервейт (до 101,6 кг).

### Чемпионский бой с Аленом Бабичем
22 апреля 2023 года в Жешуве (Польша) Ружаньский, который боксировал на глазах своих земляков, сразу бросился в атаку на 32-летнего хорвата Алена Бабича, тоже известного своим агрессивным стилем и тоже не имевшего поражений на ринге, и ему удалось быстро потрясти соперника. Бабич побывал в нокдауне в начальном раунде и после очередной атаки Ружаньского рефери остановил поединок. Ружаньский стал вторым в истории чемпионом WBC в новой весовой категории до 101,6 кг, однако пока этот вес признан только WBC.

### Бой с Лоуренсом Околи
24 мая 2024 года в Жешуве (Польша) потерял титул WBC в противостоянии с экс-чемпионом мира в первом тяжёлом весе, британцем Лоуренсом Околи дебютировавшего в бриджервейте. С первых секунда бойцы выбрали силовое противостояние без разведки. За минуту до конца первого раунда Околи хорошо работая передней рукой попадает справа и поляк оказывается в нокдауне. Он встает, но после точного правого снова оказывается на полу. Рефери отсчитывает ещё раз, но после пропущенного правого и апперкота рефери останавливает бой. Околи победил нокаутом в 1-м раунде став новым чемпионом мира по версии WBC.

## Статистика профессиональных боёв
В таблице перечислены результаты всех поединков боксёров.
В каждой строке указан результат поединка. Дополнительно номер поединка обозначен цветом, который обозначает итог поединка. Расшифровка обозначений и цветов представлена в нижеследующей таблице.
| Пример | Расшифровка                     |
| ------ | ------------------------------- |
|        | Победа                          |
|        | Ничья                           |
|        | Поражение                       |
|        | Планируемый поединок            |
|        | Поединок признан несостоявшимся |
| КО     | Нокаут                          |
| ТКО    | Технический нокаут              |
| PTS    | Решение судей (по очкам)        |
| UD     | Единогласное решение судей      |
| MD     | Решение большинства судей       |
| SD     | Раздельное решение судей        |
| RTD    | Отказ от продолжения боя        |
| DQ     | Дисквалификация                 |
| NC     | Поединок признан несостоявшимся |

| 16 поединков, 15 побед (14 нокаутом), 1 поражение. | 16 поединков, 15 побед (14 нокаутом), 1 поражение. | 16 поединков, 15 побед (14 нокаутом), 1 поражение. | 16 поединков, 15 побед (14 нокаутом), 1 поражение. | 16 поединков, 15 побед (14 нокаутом), 1 поражение. | 16 поединков, 15 побед (14 нокаутом), 1 поражение. | 16 поединков, 15 побед (14 нокаутом), 1 поражение.                                                    |
| Бой                                                | Рекорд                                             | Дата боя                                           | Соперник                                           | Место проведения боя                               | Результат                                          | Дополнительно                                                                                         |
| -------------------------------------------------- | -------------------------------------------------- | -------------------------------------------------- | -------------------------------------------------- | -------------------------------------------------- | -------------------------------------------------- | --- |
| 16                                                 | 15-1                                               | 24 мая 2024                                        | Лоуренс Околи (19-1)                               | G2A Arena, Жешув, Польша                           | TKO 1 (12), 2:55                                   | Бой за титул чемпиона мира по версии WBC (1-я защита Ружаньского) в бриджервейте.                     |
| 15                                                 | 15-0                                               | 22 апреля 2023                                     | Ален Бабич (11-0)                                  | G2A Arena, Жешув, Польша                           | TKO 1 (12), 2:10                                   | Завоевал вакантный титул чемпиона мира по версии WBC в весе бриджервейт.                              |
| 14                                                 | 14-0                                               | 30 мая 2021                                        | Артур Шпилька (24-4)                               | Hala na Podpromiu, Жешув, Польша                   | KO 1 (10), 2:25                                    | Завоевал вакантный титул чемпиона по версии WBC International в новом весе бриджервейт (до 101,6 кг). |
| 13                                                 | 13-0                                               | 19 сентября 2020                                   | Озджан Четинкая (31-20-2)                          | Arena Jaskolka, Тарнув, Польша                     | TKO 2 (6), 1:30                                    | |
| 12                                                 | 12-0                                               | 20 июня 2020                                       | Эрик Калашников (10-8-1)                           | Hotel Arlamow, Арламув, Польша                     | TKO 2 (6), 1:18                                    | |
| 11                                                 | 11-0                                               | 6 июля 2019                                        | Изуагбе Угонох (18-1)                              | Stadion Miejski, Жешув, Польша                     | KO 4 (10), 2:16                                    | Завоевал вакантный титул чемпиона Польши в тяжёлом весе.                                              |
| 10                                                 | 10-0                                               | 10 ноября 2018                                     | Ойген Бухмюллер (13-3)                             | Arena Gliwice, Гливице, Польша                     | TKO 1 (6), 2:46                                    | |
| 9                                                  | 9-0                                                | 2 июня 2018                                        | Майкл Спротт (42-28)                               | G2A Arena, Жешув, Польша                           | TKO 2 (6), 0:24                                    | |
| 8                                                  | 8-0                                                | 10 февраля 2018                                    | Андраш Чомор (18-18-2)                             | Hala Nysa, Ныса, Польша                            | TKO 2 (6), 1:16                                    | |
| 7                                                  | 7-0                                                | 9 сентября 2017                                    | Альберт Сосновский (49-8-2)                        | Stadion MOSiR, Радом, Польша                       | KO 1 (8), 2:00                                     | |
| 6                                                  | 6-0                                                | 22 апреля 2017                                     | Марко Колик (6-7)                                  | Arena Hall, Легьоново, Польша                      | KO 2 (6), 2:47                                     | |
| 5                                                  | 5-0                                                | 25 февраля 2017                                    | Ласло Тот (21-14)                                  | Azoty Arena, Щецин, Польша                         | TKO 1 (4), 2:32                                    | |
| Бой                                                | Рекорд                                             | Дата боя                                           | Соперник                                           | Место проведения боя                               | Результат                                          | Дополнительно                                                                                         |

## Спортивные достижения

### Профессиональные региональные
- 2019—2021  Чемпион Польши в тяжёлом весе.
- 2021—н. в.  Чемпион по версии WBC International (2021—н. в.) в бриджервейте.